# Guioa glauca
Guioa glauca là một loài thực vật có hoa trong họ Bồ hòn. Loài này được (Labill.) Radlk. mô tả khoa học đầu tiên năm 1879.